# Tancredi Saletta
Pour les articles homonymes, voir Saletta.
Tancredi Saletta (Turin, 27 juin 1840 - Rome, 21 janvier 1909) était un militaire italien, commandant du premier corps expéditionnaire italien en Afrique orientale en 1885 et chef d'état-major de l'armée de terre italienne (Regio Esercito) de 1896 à 1908.

## Biographie
Tancredi Saletta est né  à Turin le 27 juin 1840. Il entre à l'Académie militaire de sa ville, dont il sort trois ans plus tard avec le grade de sous-lieutenant (sottotenente) d'artillerie. Ayant embrassé très jeune une carrière militaire, il a combattu lors de la deuxième guerre d'indépendance, se distinguant lors de la campagne piémontaise en Italie centrale au siège d'Ancône, puis à celui de Gaète. Il reste en service actif, occupant divers postes, jusqu'au 19 janvier 1883, date à laquelle il est transféré aux colonies. En 1885, en tant que colonel  (colonnello), il commande l'expédition italienne qui occupe Massaoua. L'Italie avait commencé son colonialisme en achetant le port d'Assab en 1882 où Giulio Pestalozza était commandant. Saletta est retourné en Italie après quelques mois. Entré en conflit ouvert avec le successeur de Caimi, le contre-amiral (contrammiraglio) Raffaele Noce, Saletta est remplacé en novembre 1885 par Carlo Genè, sur directive du ministre des Affaires étrangères, le comte de Robilant. Nommé commandant de la brigade de Basilicate le 3 décembre de la même année, il se rend en Inde comme observateur des manœuvres de l'armée anglo-indienne.
En mars 1887, à la suite du massacre de Dogali, Saletta, qui venait d'être promu général de division (maggiore generale), est renvoyé dans la colonie en tant que gouverneur. À la tête de 1 500 bersaglieri et dans le but de renforcer les défenses dans et autour de Massaoua, il prépare le terrain pour l'arrivée de l'"expédition punitive" commandée par le général de corps d'armée (tenente generale) Alessandro Asinari di San Marzano en octobre de la même année. Il retourne en Italie en 1888 où il dirige la brigade de Basilicate.
En 1896, le général de corps d'armée Saletta est nommé chef d'état-major de l'armée de terre. Il se retire de la vie militaire et devient sénateur du royaume d'Italie en 1908.
Il est décédé à Rome le 21 janvier 1909.

### Promotions militaires
- sous-lieutenant (sottotenente) : 26 avril 1859
- Lieutenant (luogotenente) : 11 mars 1860
- Capitaine (capitano) : 17 mars 1861
- Major (maggiore) : 12 juillet 1872
- Lieutenant-colonel (tenente colonnello): 15 juillet 1877
- Colonel (colonnello) : 8 novembre 1880
- Général de brigade (maggiore generale) : 13 mars 1887
- Général de division (tenente generale) : 11 décembre 1892

### Fonctions et titres
- Conférencier à l'Académie militaire de Turin et directeur de l'instruction militaire (22 mai 1876)
- Commandant supérieur des troupes italiennes en Afrique (17 janvier-13 novembre 1885) (17 mars 1887-4 mai 1888)
- Commandant de l'école d'application de l'artillerie et du génie (29 mars 1891).
- Chef d'état-major de l'armée (16 septembre 1896-11 juin 1908)
- Membre de la société de géographie italienne (1899)

### Commissions sénatoriales
- Membre de la commission d'examen des projets de loi "Prolongation du délai prescrit par l'article 5 de la loi n° 319 du 2 juillet 1905 sur les mesures en faveur de la Somalie italienne méridionale" et "Ordonnancement de la Somalie italienne méridionale (Bénadir)" (27 novembre-15 décembre 1906. Démission).

## Distinctions honorifiques

### Décorations italiennes
- Chevalier grand-croix décoré du grand cordon de l'ordre des Saints-Maurice-et-Lazare
- Chevalier grand-croix décoré du grand cordon de l'ordre de la Couronne d'Italie
- Médaille d'argent de la valeur militaire
- Médaille de bronze de la valeur militaire
- Médaille du mérite mauricienne pour une carrière militaire de 10 ans
- Croix d'or avec couronne royale pour ancienneté dans le service militaire pour les officiers ayant 40 ans de service
- Médaille commémorative des campagnes des guerres d'indépendance (2 barrettes)
- Médaille commémorative des campagnes d'Afrique (2 barrettes)
- Médaille commémorative de l'Unité italienne

### Décorations étrangères
- Chevalier de première classe de l'ordre de l'Aigle rouge (Empire allemand)
- Chevalier de grand-croix de l'ordre impérial de Léopold (Empire austro-hongrois)
- Chevalier de grand-croix de l'ordre du Sauveur (royaume de Grèce)
- Grand officier de l'ordre national de la Légion d'honneur (France)

## Source
- (it) Cet article est partiellement ou en totalité issu de l’article de Wikipédia en italien intitulé « Tancredi Saletta » (voir la liste des auteurs).